# St. Ulrich (Aspach)

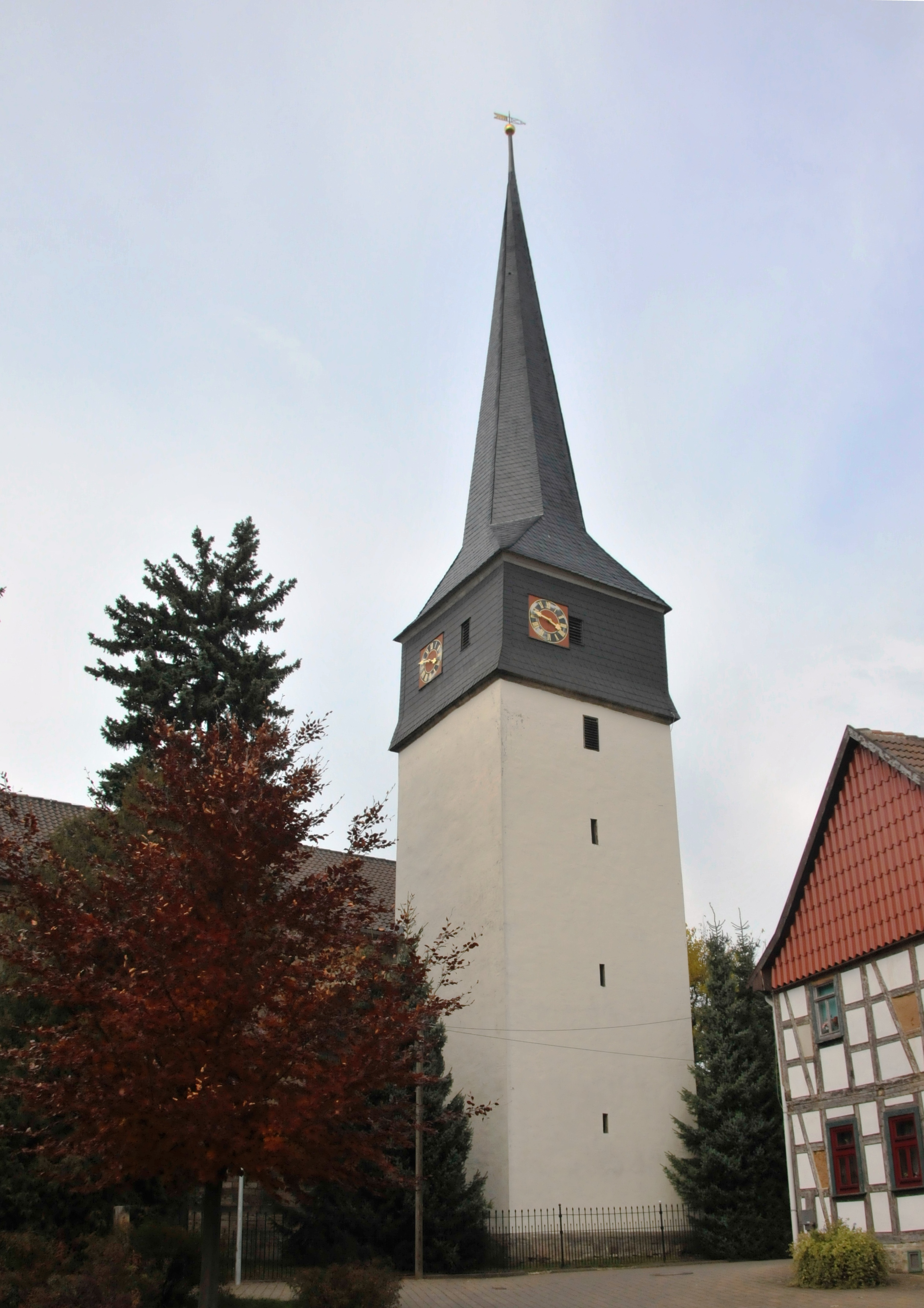
Die Kirche

Die evangelische Dorfkirche St. Ulrich steht im Ortsteil Aspach der Landgemeinde Hörsel im Landkreis Gotha in Thüringen.

## Geschichte
Eine erste kleine Kirche wurde 1417 gebaut. Sie hatte im Innenraum zwei kleine Fenster. Den Namen erhielt sie vom Heiligen Ulrich. 1614 erhielt sie bei einer Erweiterung einen Himmel, einen Altar und das Dach wurde neu eingedeckt.
1708 erfolgte die nächste Renovierung mit der Erweiterung des Gotteshauses. Zwei große Fenster wurden, je eins an der Ost- und Westseite, eingebaut. Die Wände erhielten Kalkputz und der Raum Emporen. 1755 wurde der Predigerstuhl eingebaut. 1698 erfolgte der Einbau einer Orgel. 1756 schaffte sich die Kirchgemeinde eine klangvollere Orgel an.
Das Kirchenschiff enthält eine Besonderheit in Form eines Baptisteriums, ein kreuzförmiges Taufbecken, welches im Boden der Kirche eingelassen ist und mit bis zu 4000 Litern Wasser gefüllt werden kann.

## Kirchturm
Der Bau des Kirchturms ist nicht aktenkundig festgehalten worden. Er soll schon 1417 gestanden haben. 1759 erhielt der Turm eine neue Dachdeckung. Mit Leitern war das Geläut mit einer großen Glocke und der kleineren Turmuhrglocke an der Südseite des Turmes erreichbar. Die große Glocke besitzt eine Inschrift.
Unter der Kirche befand sich das Gewölbe, auch Sakristei genannt.

## Die neue Kirche
Im Jahr 1844 wurden drei Glocken für 309 Thaler mit Inschriften neu umgegossen. Im Jahr 1867 wurde der Bau einer neuen Kirche beschlossen. Die alte Kirche wurde bis auf den Turm abgerissen. Am 29. Mai 1870 war die Grundsteinlegung. Die neue Kirche wurde am 3. Dezember 1871 eingeweiht.
Nachdem die Gemeinde am 6. Juni 1917, genau 50 Jahre nach dem Kirchenneubau, von zwei der drei Glocken Abschied genommen hatte, wurden sie im September 1917 zerschlagen, um für Kriegszwecke eingeschmolzen zu werden. Am 1. September 2017 erhielt die Kirche zwei neue Bronzeglocken. Während die kleinere 320 kg wiegt, hat die große ein Gewicht von 540 kg. Beide Glocken wurden zusammen mit den Glocken für die Margarethenkirche Gotha, die Ende September aufgehängt wurden, im Juni in Karlsruhe gegossen. Die beiden Glocken tragen alt- und neutestamentliche Bilder und Inschriften: Das staunend an den Sternenhimmel schauende Haupt des „Vaters des Glaubens“ Abraham mit den Worten der Verheißung: „In dir sollen gesegnet werden alle Geschlechter auf Erden.“ (aus der Genesis 3, 12). Die zweite Glocke zeigt einen alten Ölbaum und die Worte des Paulus: „Du sollst wissen: Nicht du trägst die Wurzel, sondern die Wurzel trägt dich.“ (Römerbrief). Das neue Geläut soll erstmals am Erntedankfest, dem 1. Oktober 2017, erklingen.